# 因策尔斯多夫-格策尔斯多夫
因策尔斯多夫-格策尔斯多夫是奥地利下奥地利州圣帕尔滕兰县的一个市镇。总面积13.72平方公里，总人口1424人，人口密度103.8人/平方公里（2005年）。